# AeroSur
AeroSur war eine bolivianische Fluggesellschaft mit Sitz in Santa Cruz und Basis auf dem Flughafen Santa Cruz de la Sierra.

## Geschichte
Die AeroSur S.A. wurde 1992 als bolivianische Regionalfluggesellschaft gegründet und wuchs in den Folgejahren kontinuierlich. Der Anspruch von AeroSur war es, bei leicht höheren Preisen einen besseren Service als die konkurrierende Lloyd Aéreo Boliviano zu bieten.
Ab 2004 bot AeroSur für Touristen Nostalgie-Linienflüge innerhalb Boliviens mit einer Douglas DC-3 an.
Nachdem Lloyd Aéreo Boliviano die Verbindung nach Madrid aufgrund finanzieller Schwierigkeiten im März 2006 einstellen musste, organisierte AeroSur ab April 2006 provisorisch wöchentliche Charterflüge, durchgeführt durch Air Comet und AeroSur, von Santa Cruz nach Madrid mit Flugzeugen vom Typ Airbus A330-200 und Boeing 747-300.
Zwischen dem 31. März und dem 6. April 2012 stellte AeroSur zum wiederholten Mal den Flugbetrieb vorübergehend ein. Am 6. April 2012 nahm die Fluglinie sämtliche Routen mit Ausnahme von Santa Cruz – Madrid wieder auf, da die 747 auf dieser Route an Virgin Atlantic zurückgegeben wurde. AeroSur plante, diese Route mit einer ehemaligen Aerolineas Argentinas 747-400 wieder aufzunehmen. Anfang Mai wurden wieder Flüge über die Website angeboten, am 17. Mai 2012 wurde der Flugbetrieb jedoch erneut eingestellt.
Im Juli 2012 wurde der Gesellschaft schließlich die Lizenz entzogen, die Gesellschaft hat seither den Betrieb eingestellt.

## Flugziele
Aerosur betrieb ein dichtes Streckennetz zwischen allen wichtigen Städten Boliviens sowie seit 1998 auch internationale Verbindungen nach São Paulo in Brasilien, Buenos Aires in Argentinien, Asunción in Paraguay und Cusco in Peru. Ab 2007 wurden auch die Städte Salta, San Miguel de Tucumán im Nordwesten Argentiniens und Madrid angeflogen.

## Flotte

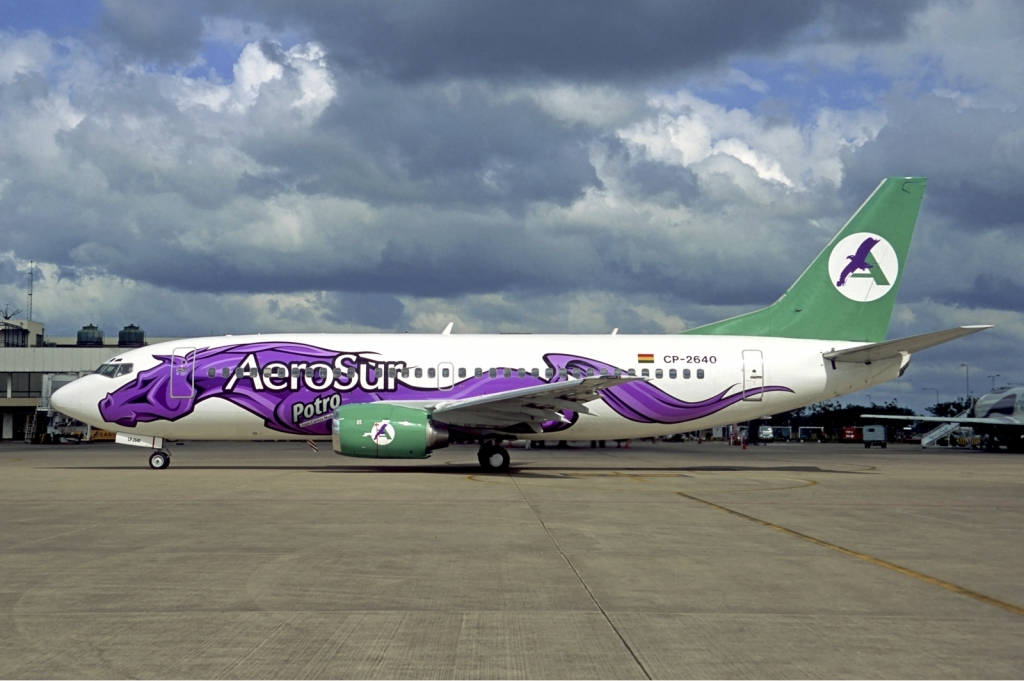
Eine Boeing 737-300 der AeroSur

Mit Stand März 2012 bestand die Flotte der AeroSur aus 12 Flugzeugen mit einem Durchschnittsalter von 21,6 Jahren:
- 1 Boeing 727-200
- 1 Boeing 737-200
- 5 Boeing 737-300
- 1 Boeing 737-400
- 2 Boeing 747-400 (1 geleast von Virgin Atlantic)
- 1 Boeing 767-200ER
- 1 Boeing 767-300ER